# Dryodoridae
Dryodoridae is een familie van ribkwallen uit de klasse van de Tentaculata.

## Geslacht
- Dryodora L. Agassiz, 1860